# Jack Nichols
John Richard „Jack“ Nichols (* 16. März 1938 in Washington, D.C.; † 2. Mai 2005 in Cocoa Beach, Florida) war ein US-amerikanischer Autor, Journalist und LGBT-Aktivist.
Bereits als Jugendlicher hatte Nichols sein Coming-out gegenüber seinen Eltern. Nichols gründete 1961 gemeinsam mit Franklin E. Kameny die Organisation Mattachine Society in Washington. Nichols führte im April 1965 den Marsch auf das Weiße Haus für die Rechte homosexueller Menschen mit an. Des Weiteren beteiligte er sich an der Organisation Religious Concerns, die Gespräche mit dem National Council of Churches führte. Am 7. März 1967 war er beim CBS Special mit dem Titel „The Homosexuals“ unter der Moderation von Mike Wallace zu Gast. Dies hatte zur Folge, dass er am Tag nach der Ausstrahlung seinen Job im Hotel verlor.
1969 wechselte Nichols seinen Wohnort und zog nach New York City. Dort lebte er mit Lige Clarke und gemeinsam gründeten sie die erste wöchentlich erschienene Zeitung GAY. Ab Februar 1997 war Nichols Senior Editor bei dem Online-Zeitungsmagazin GayToday. Nichols starb am 2. Mai 2005 im Alter von 67 Jahren an den Komplikationen durch Krebs.

## Werke
- Lige Clarke, Jack Nichols: Roommates Can't Always be Lovers: An Intimate Guide to Male-male Relationships. St. Martin's Press, 1974.
- Men's Liberation: A New Definition of Masculinity. Penguin, 1975, ISBN 0-14-004036-6.
- The Gay Agenda: Talking Back to the Fundamentalists. Prometheus, 1996, ISBN 1-57392-103-3.
- The Tomcat Chronicles: Erotic Adventures of a Gay Liberation Pioneer. Haworth Press, 2004, ISBN 1-56023-488-1.